# Empresa B

Logotipo de un de un certificado de Empresa B. Esta marca puede ser solo usada por compañías certificadas por B Lab

Una Empresa B (en inglés B Corporation, B Corp., abreviatura de Benefit Corporations, en español Corporación de Beneficio), es una certificación privada para empresas mercantiles otorgada por B Lab, una organización sin ánimo de lucro con oficinas en distintos países, en base al cumplimiento de:
- Obtener una puntuación mínima de puntos (80 de 200[3]) a partir de una evaluación del rendimiento social y ambiental de la misma asegurando así que incorpora valores de responsabilidad social y ambiental en la toma de decisiones corporativas. Por ejemplo,  cultura de oficina sin papel, tener en cuenta los intereses de la sociedad, de los trabajadores y del medio ambiente, demuestran valores éticos y responsables,...[4]
- Integrar los compromisos de las Empresas B con los grupos de interés en los documentos de oficiales de la empresa
- Pagar un cuota anual basada en las ventas anuales

Las empresas se han de volver a certificar cada tres años para consevar la condición de Empresa B
El proceso de obtención del certificado de Empresa B es exhaustivo, y solamente el 4% de las empresas que se someten a la evaluación logran superarla, aunque esto genera posibles barreras para la participación de pequeñas y medianas empresas.
En febrero de 2024 había 8254 empresas certificadas como Empresas B en 162 sectores de 96 países.

## Críticas
Los detractores de esta certificación critican:
- Los estándares de la ‘B Corp’ no son legalmente vinculantes, lo que puede limitar su efectividad en el cumplimiento.
- Puede ser usado para estrategias de greenwashing
- La transparencia. Algunos sugieren que la certificación no siempre se traduce en prácticas transparentes y puede percibirse como un “sello” sin un compromiso real.